# کارن موسیسیان
کارن موسیسیان (ارمنی: Կարեն Մովսիսյան؛ زادهٔ ۶ ژانویهٔ ۱۹۶۳ در ایروان) شطرنج‌باز اهل ارمنستان است که در سال ۱۹۹۴ عنوان استادبزرگ توسط فیده به وی اعطا گردید. در سال ۱۹۸۱ در مسابقات قهرمانی شطرنج ارمنستان به مقام نخست رسید. بین سال‌های ۱۹۹۳ تا ۱۹۹۷ برای آلمان به رقابت می‌پرداخت و در اسپانیا زندگی می‌کرد. در سال ۲۰۱۷ در مسابقات قهرمانی شطرنج بزرگسالان اروپا رده سنی بالای ۵۰ سال و در سال ۲۰۱۸ در مسابقات قهرمانی شطرنج بزرگسالان جهان رده سنی بالای ۵۰ سال به مقام نخست دست یافت.
| به‌دلیل برخی مشکلات فنی، نمودارها موقتاً قابل مشاهده نیستند. اطلاعات بیشتر پیرامون این مشکل در فابریکاتور و وبگاه مدیاویکی در دسترس است. | |
| | به‌دلیل برخی مشکلات فنی، نمودارها موقتاً قابل مشاهده نیستند. اطلاعات بیشتر پیرامون این مشکل در فابریکاتور و وبگاه مدیاویکی در دسترس است. |